# Chlopsis bicolor
Il grongo bicolore (Chlopsis bicolor) è un pesce di mare della famiglia Chlopsidae.

## Distribuzione e habitat
Questa specie ha probabilmente un'ampia distribuzione geografica nell'Oceano Atlantico tropicale e subtropicale ma, data la rarità, questo areale non è noto con certezza. È raro ma segnalato numerose volte in mar Mediterraneo, anche in acque italiane.

Vive a medie profondità, soprattutto nel piano circalitorale, tra 30 e 350 metri, su fondi fangosi.

## Descrizione
Ha un aspetto generale simile a quello del grongo o degli altri angulliformi ed è completamente privo di pinne pettorali e di pinne ventrali. La mascella superiore sporge leggermente formando un muso arrotondato. L'apertura branchiale è piccola e coperta da un cappuccio di pelle.

Il colore è bruno nella parte superiore del corpo e bianco in quella inferiore, le due colorazioni sono separate nettamente all'altezza della linea laterale.

Misura fino a 40 cm.

## Riproduzione
Nel mar Mediterraneo le uova, che sono pelagiche vengono deposte in agosto, la larva che se ne schiude è un leptocefalo.

## Biologia
Passa quasi tutto il tempo infossato nel fango.